# Megachile candanga
Megachile candanga là một loài Hymenoptera trong họ Megachilidae. Loài này được Raw mô tả khoa học năm 2006.